# La Boyarine Morozova
La Boyarine Morozova (en russe : Боя́рыня Моро́зова) est un tableau de Vassili Sourikov dont les dimensions sont de 304 × 587,5 cm. Il représente une scène de l'histoire du schisme de l'Église orthodoxe russe au xviie siècle. Exposée pour la première lors d'une exposition des Ambulants en 1887, la toile est acquise pour la somme de 25 000 roubles par la galerie Tretiakov, où elle est toujours une des pièces maîtresses.

## Genèse de l'œuvre
L'intérêt de Sourikov pour le thème des vieux-croyants est à mettre en lien avec son enfance en Sibérie. De nombreux vieux-croyants y vivaient et les manuscrits relatant la « vie » des martyrs vieux-croyants circulaient facilement, et notamment la Nouvelle sur la boyarine Morozova. C'est la marraine de Sourikov, Olga Matveïevna Dourandina, qui lui fait découvrir ce texte dans sa version longue, alors qu'il vit chez elle à Krasnoïarsk pour la durée de ses études.
Cette version relate comment le 17 novembre 1671, les sœurs Feodossia Morozova et Eudoxie Ouroussova (ru) ont été envoyées au monastère de Tchoudov (ru). C'est cet épisode qui est représenté sur la toile de Sourikov.

## Création du tableau
Si Sourikov se rappelle que la clé de l'image de la boyarine lui a été donnée par un corbeau, aperçu un jour en train de se débattre dans la neige, il a cependant longtemps cherché un visage qui lui conviendrait pour la boyarine : blême, fanatique et conforme à la célèbre description d'Avvakoum : « Les doigts de vos mains sont subtils, vos yeux sont rapides comme l'éclair et vous vous précipitez sur vos ennemis comme un lion ». Finalement, c'est une vieille-croyante rencontrée au cimetière Rogojskoïe qui lui fournit le visage tant attendu : l'artiste réalisera l'étude de son portrait en seulement deux heures.
Le fol-en-Christ est basé sur un pauvre Moscovite qui vendait des cornichons assis dans la neige. En tout, ce sont plus d'une centaine d'études qui ont été conservées, principalement des portraits. Sourikov a attaché ces croquis au tableau à l'aide de punaises, ce qui a laissé de petits trous, découverts lors de la restauration de l'œuvre.
Alors qu'il ne parvenait pas à trouver de modèle pour la boyarine, Sourikov choisit sa tante Avdotia Vassilievna Torgochina pour servir de prototype à Morozova. (Son oncle, Stepan Fiodorovitch, est quant à lui représenté sur la toile Le Matin de l'exécution des streltsy sous les traits d'un strelets à la barbe noire). Le marchand hilare représenté sur la gauche du tableau La boyarine Morozova est l'ancien diacre de l'église de la Trinité de Soukhobouzimskoïe, Varsanofi Semionovitch Zakoourtsev, qui a posé pour l'étude de Sourikov Le prêtre qui rit en 1873 à Krasnoïarsk. Le vagabond au bâton, sur la droite du tableau, est peint d'après un voyageur rencontré en chemin vers Soukhobouzimskoïe (en).
Le peintre a accordé une attention particulière aux nuances de couleur de la neige, présentes par dizaines sur la toile : ce n'est donc pas un hasard si les contemporains qualifient le tableau de « symphonie de couleurs ». « Alors qu'il réalisait ses études, Sourikov plaçait ses modèles sur la neige et pouvait ainsi observer directement les reflets sur les vêtements et les visages et étudier l'action de l'air froid hivernal sur la couleur de la peau, qui lui donne en surface des coloris particulièrement vifs. » Par exemple, la pâleur du visage de Morozova est habilement mise en valeur par un manteau de velours noir.
Dans le milieu de l'histoire de l'art, il existe une légende selon laquelle Sourikov aurait commencé à peindre sa Boyarine Morozova sur une toile plus petite, mais que, comprenant qu'il ne parviendrait pas à y faire rentrer tous les personnages qu'il avait inventés, il aurait rallongé la toile, et sur cette extension, aurait représenté la distance entre le bord du tableau et le traineau ; ce n'est qu'après cet ajout que le traineau se serait « mis en branle » visuellement, que le spectateur aurait compris à quel point « il est difficile d'avancer et de fendre la foule sur ce traineau ». Les restaurateurs et autres collaborateurs du musée n'ont jamais confirmé cette légende. Selon une autre version, l'aspect statique de la toile n'aurait disparu et la sensation de mouvement ne serait apparue qu'après l'ajout par le peintre d'un garçon qui court à côté du traineau.

Études
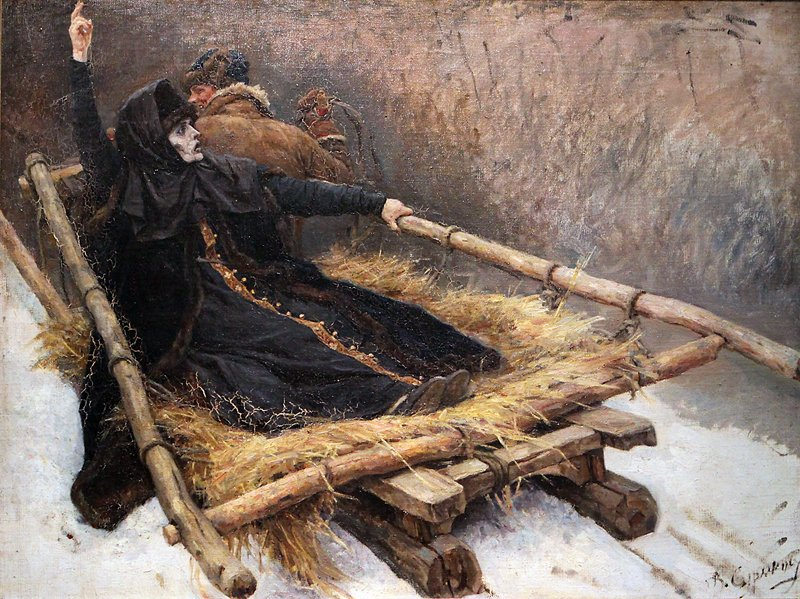
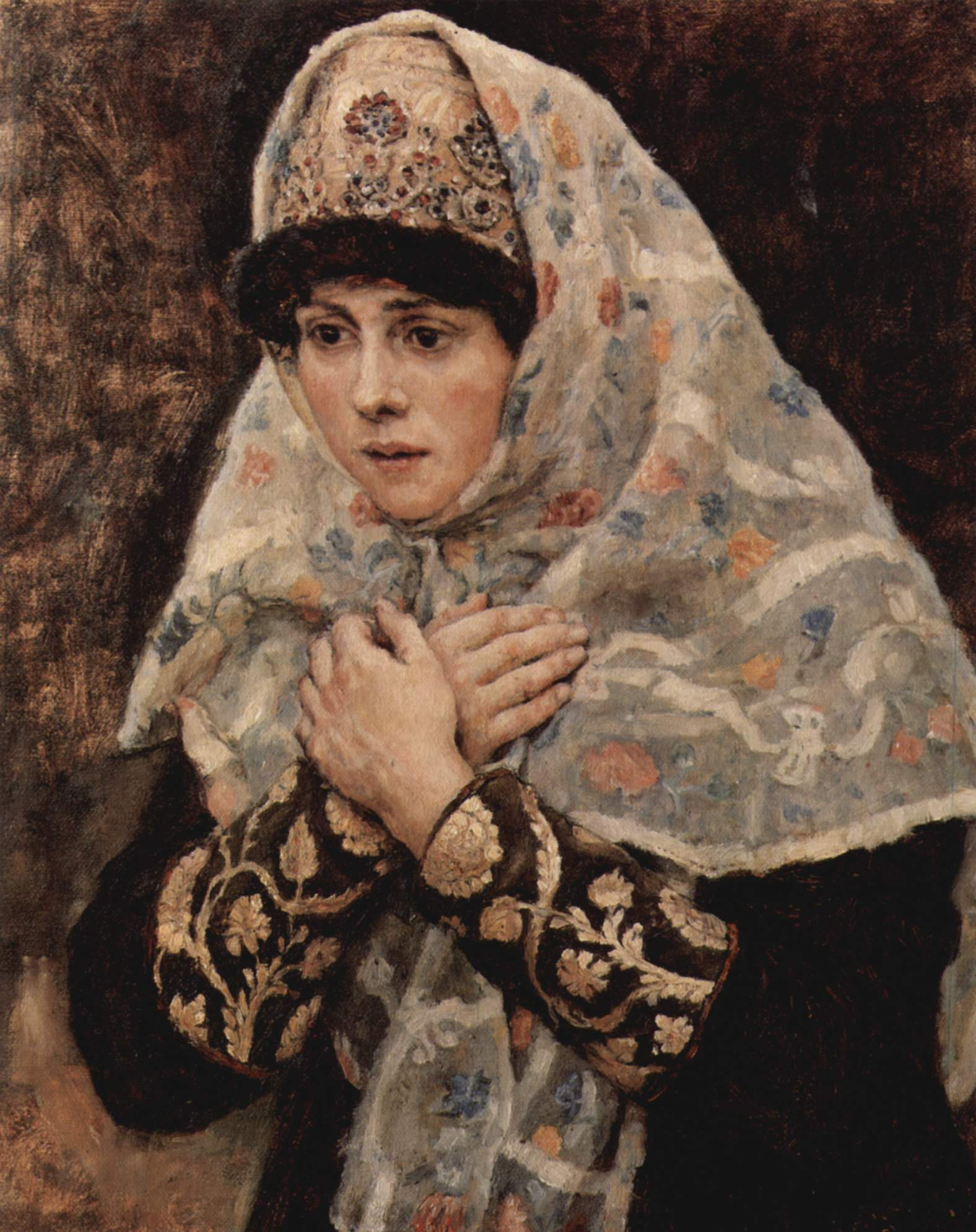
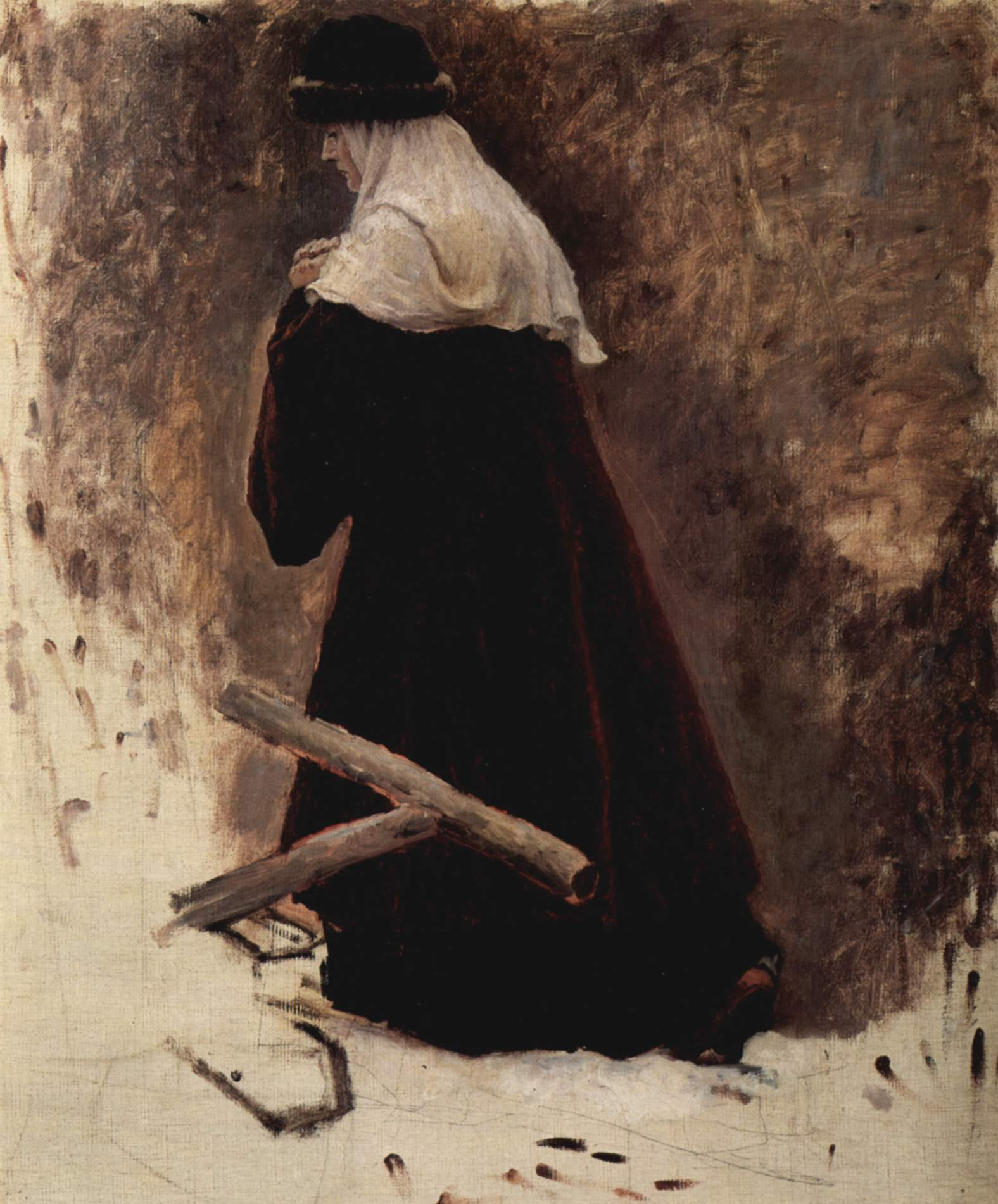
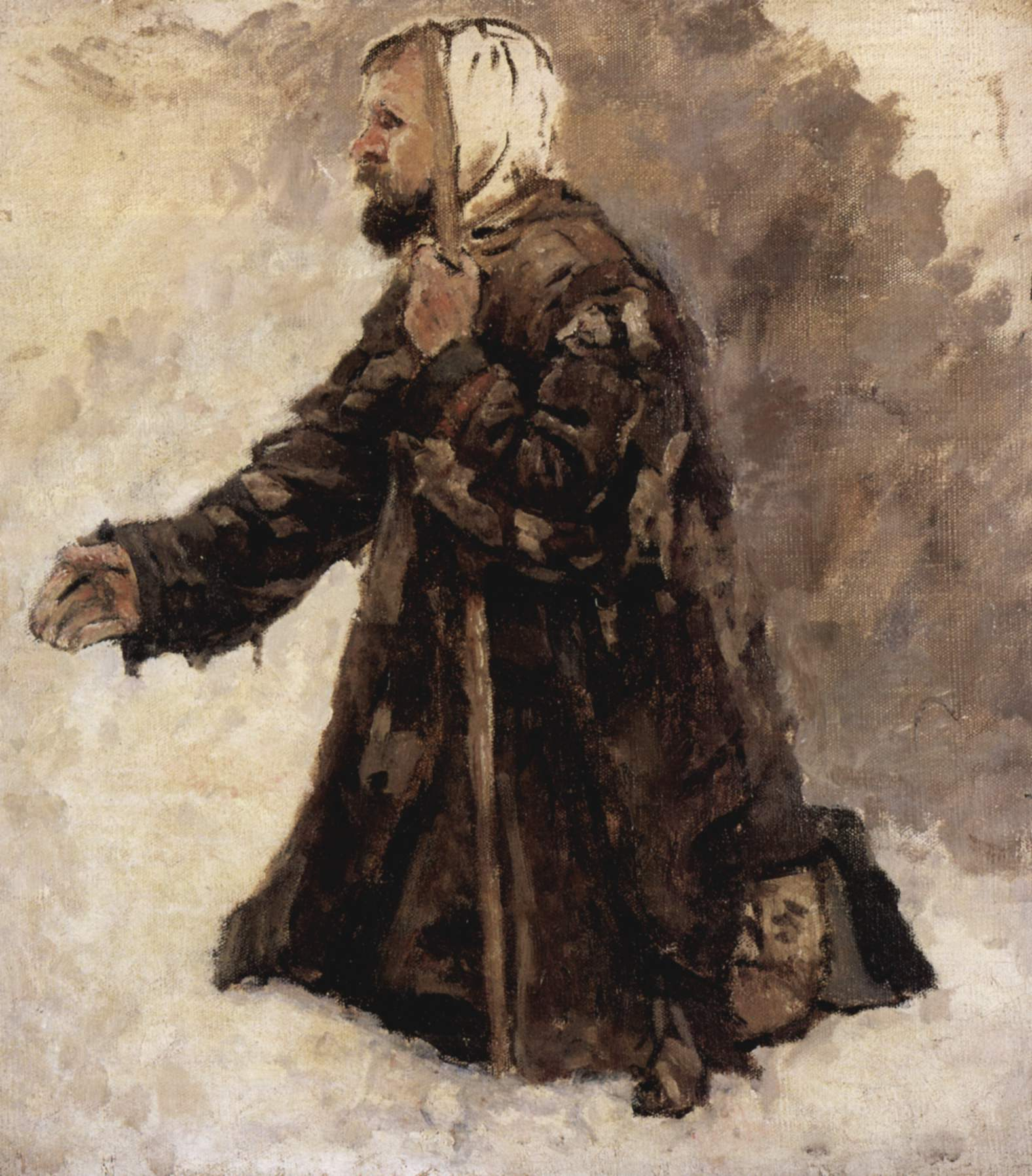
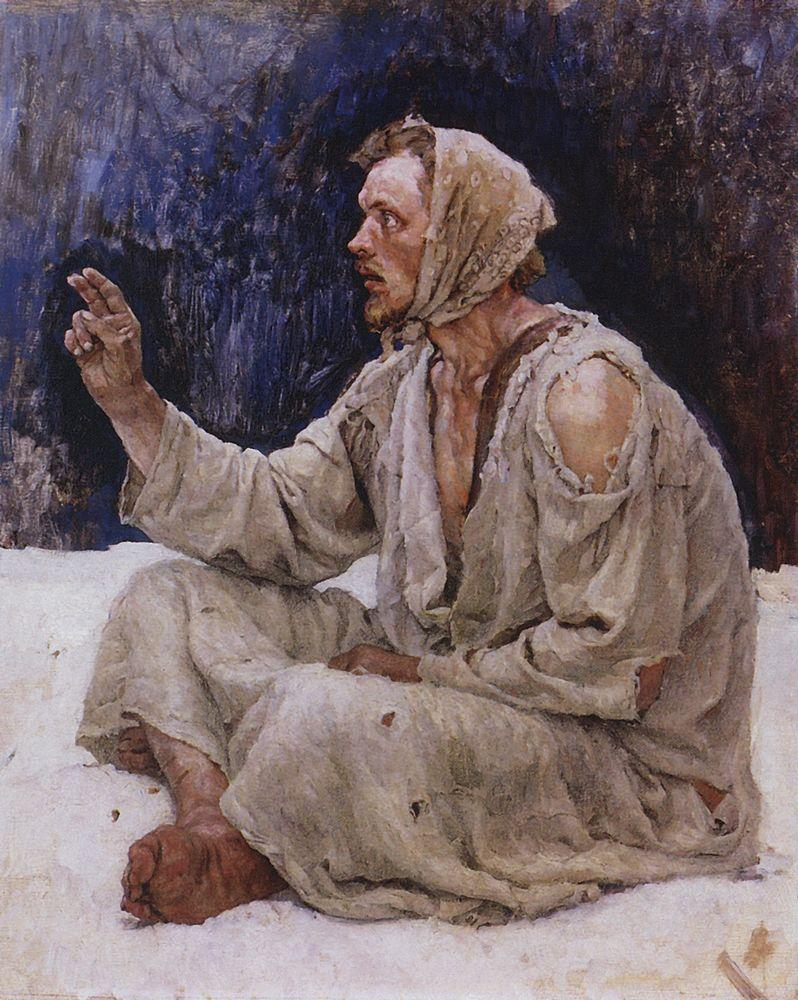

## Description du tableau

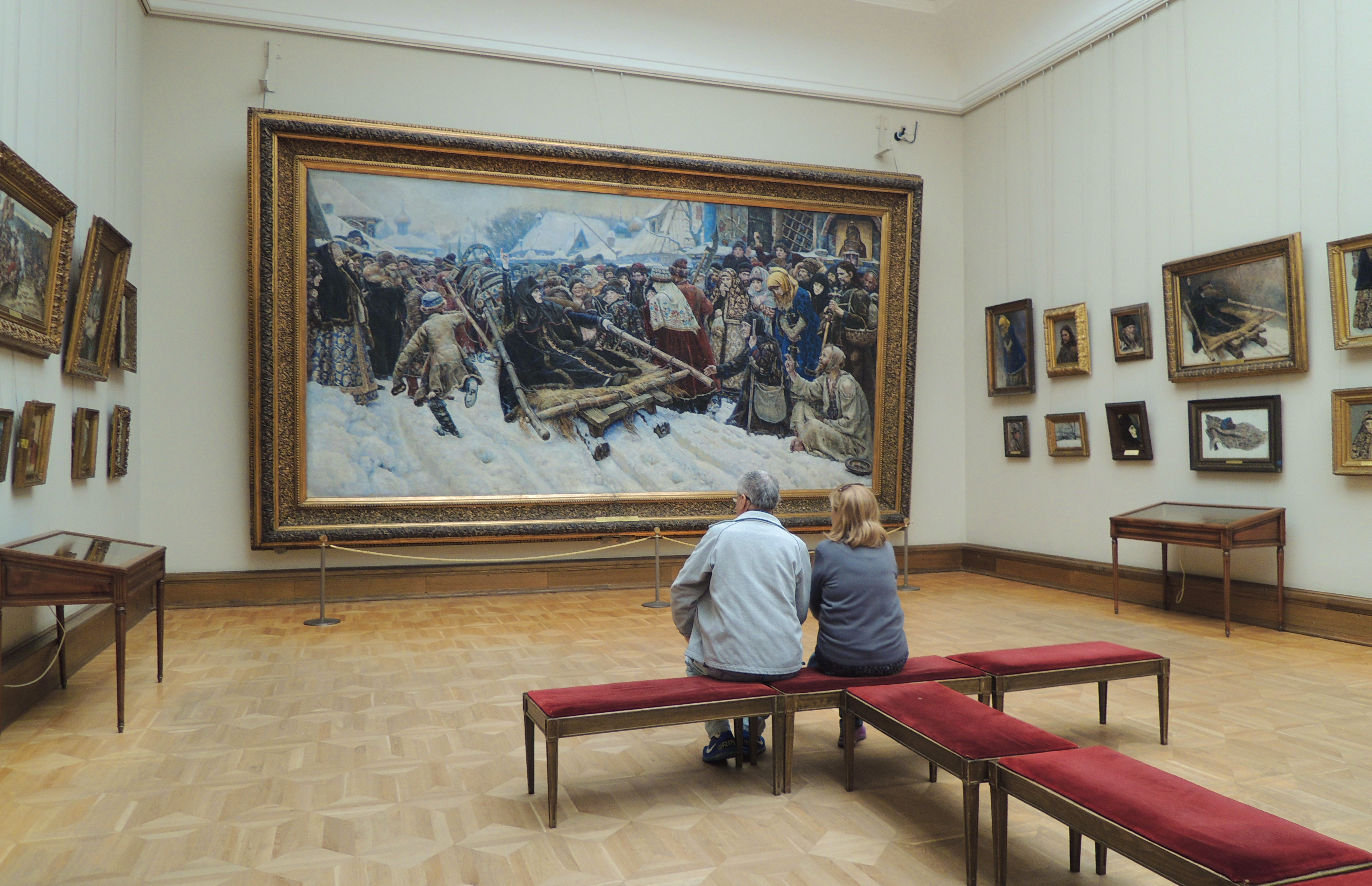
Le tableau tel qu'il est exposé à la galerie Tretiakov

La figure de la boyarine sur le traineau en mouvement est l'unique centre de la composition autour duquel sont groupés les membres de la foule, qui réagissent différemment à sa détermination d'aller au bout de ses convictions. Chez certains, le fanatisme de la boyarine suscite de la haine, de la moquerie ou de l'ironie, mais la majorité éprouve de la compassion. La main levée haut dans un geste symbolique est perçu comme un adieu à l'ancienne Russie à laquelle appartiennent encore ces gens. Selon une interprétation possible, l'exemple de la boyarine « provoque une transformation spirituelle chez ces gens… un renforcement de leur volonté… un réveil de forces spirituelles inconnues ».

## Critiques
Lors de l'exposition des Ambulants, le tableau a suscité des réactions diverses. Bien que la composition comprenne un centre évident, contrairement au Matin de l'exécution des streltsy, le tableau a tout de même été comparé à un tapis persan à la disparité barbare. Le critique, Vladimir Stassov, s'est ensuite repris et a écrit :

« La tableau créé par Sourikov est, selon moi, au plus haut rang de tous les tableaux d'histoire de la Russie. Notre art, qui a pour mission de représenter l'histoire russe ancienne, n'avait pas encore touché aux sommets atteints par ce tableau. »

Dans un essai consacré au tableau, Vsevolod Garchine se laisse aller à la contemplation et se demande pourquoi une « épouse noble, propriétaire de 8 000 âmes de paysans et d'une propriété estimée à plusieurs millions de roubles » voudrait finir sa vie dans ce trou pourri. Réfutant les propos des académiciens sur les anomalies dans la position des mains et les fautes de dessin, Garchine voit en La Boyarine Morozova le triomphe pictural indiscutable de la manière réaliste de Sourikov.

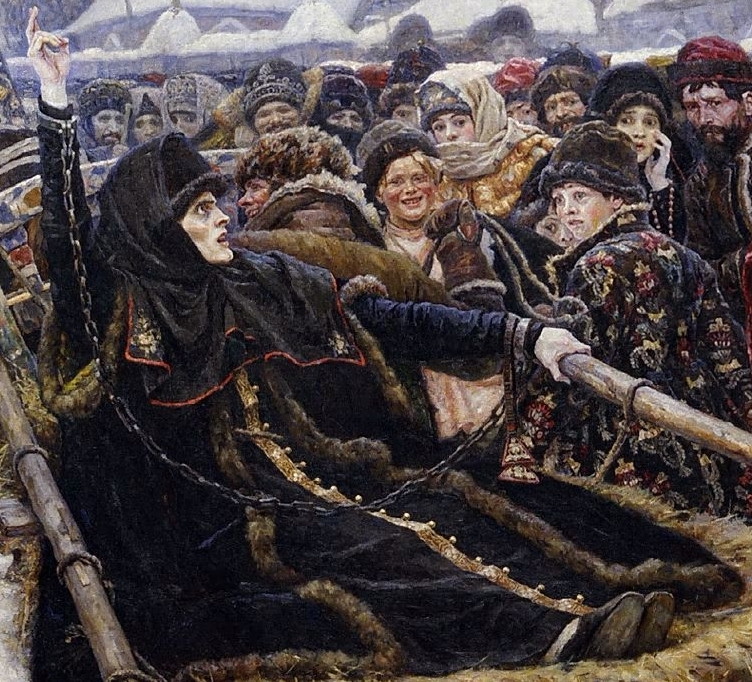
Partie centrale du tableau.

Morozova a été comparée avec Stenka Razine et avec les héros de son temps : les Narodniki et les membres de Narodnaïa Volia. Par exemple, Vladimir Korolenko, qui a connu l'exil pour ses convictions proches des narodniki, n'est pas d'accord avec ceux qui voient en La Boyarine Morozova un hymne au fanatisme médiéval.
Les collaborateurs de Mir iskousstva tiennent en haute estime les qualités artistiques des toiles historiques de Sourikov. Ils sont impressionnés par sa rupture d'avec l'académisme en composition et par la polyphonie impressionniste des factures colorées. Alexandre Benois trouve que l'originalité de La Boyarine Morozova réside dans la foule de personnages et dans l'absence de perspectives de profondeur qui, de son point de vue, soulignent « l'étroitesse typique et, dans le cas présent, symbolique des rues moscovites, et le caractère quelque peu provincial de toute la scène ». Comme les académiciens, il poursuit en comparant la toile à un tapis persan, mais sans y émettre de reproches :

« Cette œuvre, surprenante par son harmonie de couleurs vives et disparates est vraiment digne de porter le nom de tapis persan, par son propre ton et par sa musique colorée qui nous transporte dans la splendide Russie ancestrale. »

## Sources
- Vladimir Ilitch Joukovski, Daniil Valentinovitch Pivovarov, Зримая сущность: (визуальное мышление в изобразительном искусстве), Sverdlovsk, Изд. Урал, ун-та,‎ 1991, 284 p. (ISBN 5-7525-0159-8)
- Vladimir Ilitch Joukovski, Формула гармонии: Секреты шедевров искусства, Krasnoïarsk, Бонус,‎ 2001, 206 p. (ISBN 5-7867-0031-3)